# Torreya californica
Torreya californica là một loài thực vật hạt trần trong họ Taxaceae. Loài này được Torr. mô tả khoa học đầu tiên năm 1852.